# Monte Buey
Monte Buey är en ort i Argentina.   Den ligger i provinsen Córdoba, i den centrala delen av landet, 400 km nordväst om huvudstaden Buenos Aires. Monte Buey ligger 113 meter över havet och antalet invånare är 5 497.
Terrängen runt Monte Buey är mycket platt. Runt Monte Buey är det glesbefolkat, med 10 invånare per kvadratkilometer..
Trakten runt Monte Buey består till största delen av jordbruksmark.